# وینتربورن زلستون
وینتربورن زلستون (به انگلیسی: Winterborne Zelston) یک روستا و محله مدنی در بریتانیا است که در North Dorset واقع شده‌است. وینتربورن زلستون ۹۰ نفر جمعیت دارد.